# Oenothera italica
Oenothera italica är en dunörtsväxtart som beskrevs av Rostanski och Soldano. Oenothera italica ingår i släktet nattljussläktet, och familjen dunörtsväxter. Inga underarter finns listade i Catalogue of Life.